# Štěpánov (ort i Tjeckien, Okres Olomouc)
Štěpánov är en ort i Tjeckien.   Den ligger i distriktet Okres Olomouc och regionen Olomouc, i den östra delen av landet, 210 km öster om huvudstaden Prag. Štěpánov ligger 223 meter över havet och antalet invånare är 3 310.
Terrängen runt Štěpánov är platt åt sydväst, men åt nordost är den kuperad.Runt Štěpánov är det tätbefolkat, med 257 invånare per kvadratkilometer. Närmaste större samhälle är Olomouc, 10,1 km söder om Štěpánov. Trakten runt Štěpánov består till största delen av jordbruksmark.